# Коуа рудоволий
Ко́уа рудоволий (Coua serriana) — вид зозулеподібних птахів родини зозулевих (Cuculidae). Ендемік Мадагаскару. Вид названий на честь французького натураліста Марселя де Серра.

## Опис
Довжина птаха становить 42 см, враховуючи довгий хвіст, вага 300 г. Довжина крила становить 16,6 см, довжина хвоста у самців 21,9, у самиць 22,5, довжина дзьоба у самців 2,56 см, у самиць 2,79. Виду загалом не притаманний статевий диморфізм. Тім'я оливкове, верхня частина тіла і крила темно-коричневі або тьмяно-оливково-зелені, хвіст довгий, синювато-чорний, знизу коричнювато-чорний. Горло чорне, груди рудувато-коричневі. Навколо очей плями голої синьої шкіри, окаймлені чорним пір'ям. Очі карі, дзьоб темний, лапи коричневі. Молоді птахи мають блідіше забарвлення, кайма навколо плям на обличчі у них відсутня, дзьоб світлий.

## Поширення і екологія
Рудоволі коуа мешкають на північному сході острова Мадагаскар, від Амбандзи і півострова Масоала до Анціранани. Вони живуть у вологих тропічних лісах, на висоті до 1000 м над рівнем моря. Зустрічаються поодинці, парами і невеликими сімейними зграйками, ведуть переважно наземний спосіб життя. Живляться ягодами, плодами і комахами.